# Park Schöna nad Czarną Przemszą
Park Schöna nad Czarną Przemszą to pozostałość parku pałacowego, który powstał w latach 1875 - 1879 na terenach byłej wsi Kuźnica, gdzie obecnie znajduje się dzielnica Sielec. Park usytuowany został obok przędzalni wigoniowej Franza Schöna oraz zbudowań mieszkalnych przynależnych do fabryki. Pierwszą wzmiankę o parku znajdziemy w relacji Fanny Lamprecht, wynika, że już w latach 80. XIX w. wokół tych zabudowań rozciągał się park. W 1903 pośród zieleni parku powstała rezydencja przemysłowców zwana Nowym Pałacem Schöna lub Pałacem Oskara Schöna.
Opis ówczesnego wyglądu parku zachował się w pamiętnikach Fanny Lamprecht. Opisany jest między innymi wielki staw, wzgórze oraz modne ówcześnie groty. Podobny obraz parku znajduje się na starych mapach Sosnowca oraz pocztówkach. Park rozciągał się od ul. Sezamowej (obecnie ul. 1-go Maja) aż po miejsce gdzie obecnie (stan na 2017 rok) znajduje się kładka prowadząca do Parku Harcerskiego. Po drugiej wojnic światowej na miejscu stawu wybudowano nieistniejący już dziś basen.

W obecnej formie park zajmuje powierzchnię około l ha. Przez park przebiega Bulwar Czarnej Przemszy, który łączy się Parkiem Harcerskim, ulokowanym po drugiej stronie Czarnej Przemszy oraz Parkiem Sieleckim, którego krawędzie sięgają ul. 1-go Maja. W obrębie parku rosną m.in. dęby szypułkowe, kasztanowce zwyczajne, topole czarne, buki w odmianie purpurowej. Najstarsze występujące w parku okazy drzew mają około 130 lat. Trzy z nich należące do gatunku Topola osika objęte są ochroną jako drzewa pomnikowe. Mają one 28 m wysokości i obwody: 408, 415 i 425 cm.